# Le Journal du Dimanche
Le Journal du dimanche este un ziar săptămânal francez publicat duminica în Franța.

## Istoric și profil
Le Journal du Dimanche a fost creat de Pierre Lazareff⁠(d) în 1948. În acea perioadă era redactor-șef la France Soir⁠(d).
Ziarul săptămânal aparține Grupului Lagardère prin Hachette Filipacchi Médias⁠(d). Compania este și editorul ziarului care are sediul la Paris și care se publică duminica.
Le Journal du Dimanche a fost publicat în format mare până în 1999, când a început să fie publicat în formatul berlinez. La 6 martie 2011, ziarul și-a schimbat din nou formatul și a fost publicat în format tabloid mare.
În perioada 2001-2002, Le Journal du Dimanche a avut un tiraj de 275.000 de exemplare. Tirajul din 2009 a fost de 269.000 de exemplare. Între ianuarie și decembrie 2010, ziarul a avut un tiraj de 257.280 de exemplare.
În 2020, Le Journal du Dimanche a avut un tiraj de 151.007 de exemplare.

## Personal
- Alain Genestar
- Jean-Claude Maurice între 1999 și decembrie 2005.
- Jacques Espérandieu (ex- Le Parisien) între decembrie 2005 și mai 2008.
- Christian de Villeneuve între mai 2008 și februarie 2010
- Olivier Jay între martie 2010 și decembrie 2011
- Jerôme Bellay din ianuarie 2012